# 臨時教育審議会
臨時教育審議会（りんじきょういくしんぎかい）は、1984年に公布された臨時教育審議会設置法（昭和59年8月8日法律第65号）に基づき総理府に設置され、内閣総理大臣の諮問に応じて調査審議することを所掌事務とした行政機関。当時の中曽根康弘首相の主導で、政府全体として長期的な観点から広く教育問題を議論した。「臨教審」と略されることが多い。
運営に当たっては「二十一世紀を展望した教育の在り方」（第一部会）、「社会の教育諸機能の活性化」（第二部会）、「初等中等教育の改革」（第三部会）、「高等教育の改革」（第四部会）を議論する4つの部会が設けられ、議論のまとまったものから4次にわたって答申が出された。これらの答申に基づき、大学入学資格の弾力化、学習指導要領の大綱化、秋期入学制、文部省の機構改革など教育全体に渡る様々な施策が実施された。

## 構成委員
- 会長　岡本道雄
- 会長代理　石川忠雄
- 会長代理　中山素平

- 第一部会
  - 天谷直弘、内田健三、金杉秀信、香山健一、中内㓛、水上忠、菊池幸子、木田宏、高橋史朗、俵孝太郎、山本七平

- 第二部会
  - 石井威望、木村治美、斉藤斗志二、堂垣内尚弘、三浦知寿子（曽野綾子）、宮田義二、石井公一郎、高梨昌、坪内嘉雄、矢口光子、屋山太郎

- 第三部会
  - 有田一壽、岡野俊一郎、小林登、齋藤正、溜昭代、戸張敦雄、石野清治、大沼淳、河野重男、下河原五郎、千石保

- 第四部会
  - 飯島宗一、須之部量三、瀬島龍三、細見卓、公文俊平、黒羽亮一、佐久間彊、戸田修三、渡部昇一

## 答申
- 第1次答申（1985年）「我が国の伝統文化、日本人としての自覚、六年制中等学校、単位制高等学校、共通テスト」
- 第2次答申（1986年）「初任者研修制度の創設、現職研修の体系化、適格性を欠く教師の排除」
- 第3次答申（1987年）「教科書検定制度の強化、大学教員の任期制」
- 第4次答申（1987年）「個性尊重、生涯学習、変化への対応」

## 第一部会と第三部会の対立
臨時教育審議会の内部では、「教育の自由化」を主張する第一部会と、それに強く反発する第三部会の対立がみられた。「教育の自由化」論者の代表的人物としては香山健一委員（学習院大学教授）がおり、「学習塾の私立学校としての認可」などを主張した。「教育の自由化」には文部省や自民党の文教族も反対し、第一部会と第三部会の争いは、規制緩和を進める中曽根首相と文部省・文教族との代理戦争の様相を呈した。結局、答申には「教育の自由化」は全面に登場することはなかったが、折衷案として「個性の重視・育成」がスローガンに掲げられ、「教育の個性化」が提案された。
教育基本法改正などの改革には踏み込むことはできなかった。

## 評価
「個性重視の原則」「生涯学習体系への移行」「国際化、情報化など変化への対応」などの、4つの答申をまとめ、理念をもって教育改革へ向かう流れを確立させ、「ゆとり教育」の基礎を作った。
「教育の自由化」が主張され、その後の新自由主義的・市場主義的な教育改革の端緒になったと評価されている。
また「指導が不適切である」教員という問題が初めて公の場で提起されたのは臨時教育審議会である。ここで「教職適正審議会（仮称）」を設置し、「指導が不適切」な教員に対してとるべき措置を審査することが検討されたが答申に盛り込まれなかった。しかしその後、文部科学省によって平成12年度には16府県・指定都市教育委員会に、平成13年度及び平成14年度には全国すべての都道府県・指定都市教育委員会に「指導力不足教員に関する人事管理」に関する調査研究事業が委嘱され、「指導が不適切である」教員に対する対応が全国的に進められるようになった。
中曽根康弘元首相は、臨時教育審議会を「私が作った」とし、1984年当時「受験地獄、詰め込み教育、偏差値重視、学歴偏重など、いろいろな弊害が出ていた。さらに青少年の犯罪も多発していた。そこで「ゆとりを持った教育にしないと、心豊かな人間を育めない」となった」「こういう教育方法を目指した真意はよく分かる」と発言し、ゆとりの方向性へ向かったことへの理解を示した。
学習内容については、2002年学習指導要領施行前後に話題となった円周率3問題について、実際には円周率を「およそ3」で計算しても良いとしたのは中曽根教育改革による1992年に施行された学習指導要領である。その後2002年施行の学習指導要領によって学習内容の削減が実行される中で多くの教科書で円周率を「およそ3」で計算する問題が大幅に増加した。また小学校の理科と社会を統合した「生活科」もこの1992年施行の学習指導要領から導入された。
それまでの教育政策は「文部省（教育行政）」対「日教組（教職員組合）」という二項対立的枠組みで議論されてきたが、臨時教育審議会によりこの関係構図が大きく変わり、官邸主導・政治主導の教育政策立案という新しい流れが作られた。
また、教育政策に関われなくなったことが日教組の歴史的分裂の契機となり、その後日教組は弱体化の一途をたどった。